# José Leandro Andrade
José Leandro Andrade (ur. 20 listopada 1901 w Salto, zm. 5 października 1957 w Montevideo) – urugwajski piłkarz, pomocnik. Mistrz świata z roku 1930.
Andrade był pierwszym czarnoskórym piłkarzem, który zyskał światową sławę. Nazywano go La Maravilla Negra (Czarny Cud). Europa odkryła go podczas igrzysk olimpijskich w Paryżu 1924, kiedy to rewelacyjna drużyna Urugwaju w porywającym stylu zdobyła mistrzostwo olimpijskie, a Andrade powszechnie uznawano za najlepszego gracza imprezy. Miał na swoim koncie także złote medale igrzysk olimpijskich w Amsterdamie 1928, Copa América 1923 oraz 1926 i premierowych mistrzostw świata. W kadrze w latach 1923–1930 rozegrał 34 spotkania i zdobył 1 gola (w meczu towarzyskim z reprezentacją Peru).
Większą część kariery spędził w klubach Bella Vista, Nacional oraz Peñarol Montevideo.